# Alabama Thunderpussy
Alabama Thunderpussy (первоначально Alabama Thunder Pussy) — американская метал-группа из Ричмонда, штат Виргиния. Она была основана Брайаном Коксом, Эриком Ларсоном и Асечией Богданом в 1996 году.

## История
Брайан Кокс, Эрик Ларсон и Асечиа Богдан основали ATP в 1996 году. Билл Стормс и Джонни Трокмортон пополнили состав, и в 1998 году группа подписала контракт с Man’s Ruin Records. Позже в том же году они выпустили свой дебютный альбом Rise Again и записали альбом River City Revival, который вышел в 1999 году. В 2000 году вышел альбом Constellation.
В том же году группа выпустила сплит с Halfway to Gone. Это был первый раз, когда группа была представлена как Alabama Thunderpussy. За ним последовал альбом Staring at the Divine 2002 года. Позже в том же году Alabama Thunderpussy расстались с Man's Ruin и вокалистом Джонни Трокмортоном, подписав контракт с Relapse Records и наняв нового фронтмена Джонни Вейлса. Вейлс исполнил вокал на альбоме Fulton Hill, выпущенном в мае 2004 года. К моменту выхода следующего альбома, Open Fire, Вейлс покинул группу, чтобы сформировать Danballah в Колумбусе, штат Огайо. Его заменил Кайл Томас, ранее игравший в новоорлеанских группах Floodgate и Exhorder.
Участники ATP участвовали во многих сайд-проектах. Ларсон выпустил два диска под своим именем, последний из которых вышел в 2005 году. Ларсон также участвовал в сайд-проекте Axehandle с Брайаном Коксом и Райаном Лейком. Эрик также участвует в другом сайд-проекте Birds of Prey, релиз которого состоялся 25 июля 2006 года. Эрик Ларсон также был бывшим барабанщиком группы AVAIL. Брайан Кокс был участником инструментальной группы Suzukiton и участвовал в их единственном релизе, Service Repair Handbook. Богдан был участником Windhand с 2009 по 2015 год. Бывший вокалист Джонни Трокмортон теперь вокалист группы Before the Machine из Ричмонда, штат Виргиния.
Open Fire, последний альбом группы, вышел 6 марта 2007 года на лейбле Relapse Records.
В 2022 году Alabama Thunderpussy объявили о своём первом турне с 2007 года.

## Дискография
Альбомы
- Rise Again (1998)
- River City Revival (1999)
- Constellation (2000)
- Staring at the Divine (2001)
- Fulton Hill (2004)
- Open Fire (2007)

Сплит-альбомы
- Alabama Thunderpussy/Halfway to Gone (2000)
- Orange Goblin/Alabama Thunderpussy (2000)

Сборники
- Right in the Nuts: A Tribute to Aerosmith (July 10, 2000), Small Stone Records
- Sucking the 70's (2002), Small Stone Records
- Sucking the 70's – Back in the Saddle Again (2006), Small Stone Records
- For the Sick (March 20, 2007) Emetic Records
- On Your Knees: The Tribute to Judas Priest (2007)